# Louis Desgraves
Pour les articles homonymes, voir Desgraves.
Louis Paul Marie Desgraves est un bibliothécaire et historien français né le 25 avril 1921 à Saint-Trojan-les-Bains (île d'Oléron) et mort le 31 janvier 1999 à Bordeaux.

## Le bibliothécaire
Après des études secondaires à La Rochelle, Louis Desgraves entre à l’École des chartes, dont il sort archiviste paléographe en 1945 grâce à une thèse intitulée L'intendant Claude Boucher et l'administration de la généralité de Bordeaux de 1720 à 1743.
Il est nommé directeur des archives départementales de Lot-et-Garonne dès sa sortie en 1945. Toutefois, dès 1947, il rejoint la bibliothèque municipale de Bordeaux (rue Mably) où il effectue toute sa carrière de Conservateur, jusqu'en 1970.

### Conservateur de la bibliothèque municipale de Bordeaux (1947-1970)
À la suite de son prédécesseur André Masson, il modernise grandement la bibliothèque et met en œuvre un plan de développement de la lecture publique. Il crée un réseau de bibliothèques de quartier, fonde une des toutes premières bibliothèques pour enfants de France et fait venir un public nouveau par l’organisation d’expositions thématiques.
Il tente également d’obtenir son déménagement dans des locaux nouveaux, seul moyen pour elle de remplir pleinement ses missions au sein de la ville. Ce projet n’aboutit pas mais Louis Desgraves continue à suivre le dossier après son départ et obtient qu’un nouveau bâtiment soit construit dans le quartier de Mériadeck (inauguré en 1991).
Il est président de l’Association des bibliothécaires de France en 1969-1970.

### L'inspecteur général des bibliothèques (1970-1983)
Louis Desgraves devient en 1970 inspecteur général des bibliothèques et de la lecture publique.
Il agit pour la reconnaissance du patrimoine des bibliothèques en rédigeant notamment un Rapport sur le patrimoine des bibliothèques, remis en 1981 à Jean Gattégno, directeur du livre et de la lecture, qui inspira toutes les politiques suivies depuis lors pour préserver, mettre en valeur et accroître les fonds patrimoniaux des bibliothèques françaises.
Il fait valoir ses droits à la retraite en 1983.

## L’historien
Il a fait partie de société savantes locales comme la Société d’histoire de Bordeaux, l’académie de Bordeaux ou l’Académie nationale des Sciences, Belles-lettres et Arts de Bordeaux et est également actif au niveau national, entre autres au sein du Comité des travaux historiques et scientifiques.
Parallèlement à ses activités de bibliothécaire et d’administrateur, Louis Desgraves a toujours mené des activités de recherche.
Ses travaux s’organisent autour de trois axes : la bibliographie, l’histoire du livre et l’étude de Montesquieu.
- Ses études bibliographiques, portant essentiellement sur la production imprimée de l’Ancien Régime, ont apporté des livres de référence. Elles ont notamment contribué à une meilleure connaissance des centres provinciaux d’édition, à partir d’études consacrées à un imprimeur ou à une période comme Bibliographie des ouvrages imprimés par Simon Millanges de 1572 à 1623 ou Les Livres imprimés à Bordeaux au XVIe siècle. L’essentiel réside toutefois dans les 28 volumes qu’il a donnés au Répertoire bibliographique des livres imprimés en France au seizième siècle, édité à Baden-Baden.
- Ses études d’histoire du livre portent majoritairement sur Bordeaux et l’Aquitaine mais pas seulement puisque l’on trouve de belles études comme Éloi Gibier imprimeur à Orléans (1536-1588). Historien du livre, il prend une part importante à la vie de la Société des bibliophiles de Guyenne, élargissant son audience et transformant le modeste bulletin de la société en la Revue française d'histoire du livre, de niveau universitaire (1971).
- Ses travaux traitent plus particulièrement de Montesquieu : Louis Desgraves est l’initiateur du colloque du tricentenaire (1989) et de celui du 250e anniversaire de De l'esprit des lois (1998). Il a été l’un des meilleurs spécialistes du philosophe bordelais, dont il a édité plusieurs textes, qu’il a largement étudié (dans des articles scientifiques ou en participant à des colloques, à la Société Montesquieu…) et dont il a écrit la biographie.

Il allie jusqu’à la fin travaux de bibliothécaire et d’historien en classant les manuscrits de la dation de la comtesse de Chabannes afin de donner en 1998 un Inventaire des documents manuscrits des fonds Montesquieu de la bibliothèque de Bordeaux, facilitant à tous les chercheurs l’exploitation de ses sources de première importance.

## Publications
- Publications de Louis Desgraves sur data.bnf.fr

- « Bibliographie des ouvrages imprimés par les Du Coq », Bull. Soc. bibliophiles de Guyenne, vol. 28, nos 69-70,‎ 1959, p. 65-78 (lire en ligne).

- Évocation du vieux Bordeaux, Bordeaux, Éditions de Minuit, 1960, 448 p. (ISBN 2-907310-08-9)
- Bordeaux au XIXe siècle sous la direction de Louis Desgraves et Georges Dupeux avec la collaboration de Raymond Darricau, Pierre Guillaume, François-Georges Pariset et Alain Tudesq ; 1969 ; 580 p. ill. ; Tome VI d'Histoire de Bordeaux en 8 volumes ; publiée sous la direction de Charles Higounet ; édité par Fédération historique du Sud-Ouest [compte-rendu bibliographique]
- Le livre en Aquitaine : XVe – XVIIIe siècles, Bordeaux, Atlantica, 1998, 213 p.
- L'Aquitaine aux XVIe – XVIIIe siècles : institutions et culture, Bordeaux, Fédération historique du Sud-Ouest, 1992, 524 p.
- « Bibliographie des ouvrages imprimés par Simon Millanges : 1572 à 1623 », Bulletin de la Société des bibliophiles de Guyenne, no 53,‎ 1951, p. 3-32 (lire en ligne, consulté le 30 avril 2019).
- « Le livre et l'imprimerie à Bordeaux au XVIIe siècle », dans Actes du 104e Congrès national des Sociétés savantes : La Gironde de 1610 à nos jours, Bordeaux, 1979, 622 p. (ISBN 9782402228824, lire en ligne).
- Montesquieu, Paris, Mazarine, 1986, 487 p.[2]
- Montesquieu : l'œuvre et la vie, L'Esprit du temps, 1994, 329 p. (lire en ligne )